# Шуме (Топола)
Шуме је насеље у Србији у општини Топола у Шумадијском округу. Према попису из 2022. има 390 становника (према попису из 2011. било је 508 становника).

## Порекло становништва и историја
Последње насељавање обављено је после Велике сеобе 1690.
Село Шуме је старог постања. Први његов писани помен је у години 1428, у повељи којом деспот Ђурђе Смедеревац потврђује баштину великом челнику Радичу Поступовићу, угледном и моћном властелину, данас познатијем као ктитору манастира Враћевшнице.
Од тада је било више коренитих промена у становништву, али су Шуме, празнећи се и поново пунећи становништвом, као и већина наших села, увек биле настањене. Последње насељавање је обављено после Велике сеобе 1690. године, и оно је упамћено: први се, дошав са Косова почетком XVIII, населио оборкнез Мирко, који је имао шест синова. Данас се Шуме деле на Миркове потомке и – остале, касније досељенике, са којима се и по славама се разликују: Миркови потомци славе Св. Ђорђа (Ђурђиц), а остали друге свеце. После Првог светског рата пет седмина кућа у Шумама припадало је Мирковим потомцима.
У време кад је Боривоје М. Дробњаковић истраживао Шуме (1923) Мирково стабло се разгранало у двадесет и четири рода са 101 кућом. Наводећи заједничко порекло и исто крсно име, као и колико који род Миркових потомака има кућа, Дробњаковић их је само побројао, овим редом: Станојевићи, Поповићи, Глишићи, Мартићи, Максимовићи, Станкићи, Прокићи, Глишићи (други), Урошевићи, Мирковићи, Живановићи, Живојиновићи, Николићи, Богићевићи, Прокићи (други), Миловановићи, Јаковљевићи, Ристићи, Марковићи, Батићи, Ранковићи, Лазићи, Петковићи и Антонијевићи.
Који су која грана, од кога Мирковог сина потичу, и који су и за колико колена међусобно ближи – није ни покушавао да размрси. Попут ученог етнолога Дробњаковића, на овом питању је застао и аматерски вредан покушај Миодрага Крунића (умро недавно у Крагујевцу).
За разрешење овог питања захвални смо Александру Срећковићу, ванредном професору Београдског универзитета. Александар Срећковић (р. 1945, у Тополи), професор физике на Природно-математичком факултету (Физички факултет) у Београду, један је од врхунских зналаца савремене физике (ужа област: физика плазме). Но, он је и заточеник завичаја. Истражио је деведесет родова (фамилија) у селу Шуме, и још низ родова у другим насељима, од којих су посебно разгранати знаменита лоза Јокића у Тополи, Никодијевићи (данас Благојевићи) у Копљарима, Ђукићи у Неменикућама, Михаиловићи у Белосавцима, Петровићи у Великој Иванчи, затим више родова у Трнави, Смедеревској Паланци и околини, Добрачи у Гружи и др. Његови родослови, урађени генеалошким методом савремене историографије и етнолошке науке, садрже на хиљаде личности, правих малих биографских профила толиких појединачних судбина и конкретних људских живота. Подаци су прикупљани врло савесно и проверавани у свакој прилици, педантно и доследно, како то могу само пасионирани научници. И – зидови заборава су срушени. Пред нама се указује својеврсна галерија ликова, разуђени биографски речник више од стотине родова и породица. А множење породица као да наликује фисији атомског језгра.
Што се тиче родословног стабла оборкнеза Мирка, оснивача Шума, оно данас, према Срећковићевом налазу, има осам грана – две су од Миркових синова Богића, Живана, Пауна, Благоја, званог Блажа, и Михаила, и једнога који је био поп. Седми, вероватно најстарији, Мирков син Ђорђе отишао је пре 1750. у Ракинац и од њега су тамо Ђорђевићи и Милићевићи. Од Богића (р. 1724, имао синове Маринка и Јанка), у трећем нараштају се затрло мушко потомство.
Мирков син Живан је имао Ђорђа (р. 1750), а овај пет синова: Дмитра, Милована, од кога су Миловановићи, Теофана, Обрада и Глигорија, званог Глиша, од кога су Глишићи. Дмитар је имао четири сина – Аврама, од чијег сина Ранка су Ранковићи, Симу, од кога су Симићи, Марка, од кога су Марковићи, и Лазара, од кога су Лазићи. Од Милованових синова Проке и Пантелије су Прокићи и Пантелићи.
Мирков син Паун (р. 1730) је имао четири сина – Живана, од кога су Живановићи, Живојина, од кога су Живојиновићи, чији су огранак Николићи (од Николе, Живојиновог сина), Лукићи (од Луке, Живановог сина) и Пантићи (од Панте, Николиног сина), Мирка, од кога су Мирковићи и Павловићи (од Павла, Мирковог сина), и Ивка, од чијих синова Обрада и Петка су Обрадовићи и Петковићи.
Мирков син Благоје (р. 1732), звани Блажа, имао је сина Милосава, а овај синове Милована, Проку, Максима и Антонија, од којих су данашњи Прокићи (други), Максимовићи и Антонијевићи. Од Миловановог сина Глише је огранак Глишића (других), чији су део били Михаиловићи, који су изумрли. Од петог Милосављевог сина Саве су три фамилије: једна се презива по мајци Станки (Станкићи), а две по његовим синовима Кузману (Кузмићи) и Дамњану (Дамњановићи). Од шестог Милосављевог сина Јована су Јовановићи, од седмог сина Радоја су Радојевићи (чији су огранак Мартићи, који су се угасили), од осмог сина Вићентија су Вићентијевићи, чији су огранак Ивковићи (од Ивка, Вићентијевог сина), а од деветог сина Аксентија су Аксентијевићи (од овог рода је чувени Живадин из Шума, јединствена фигура нашег земљорадничког и напредног покрета, убијен од Немаца 1942. године).
Мирков син Михаило (р. 1733) је имао Марка, а Марко синове Станка, Станоја и Тодора, од којих су Станковићи, Станојевићи и Тодоровићи, затим Мирка, од чијег сина Танасија су Танасијевићи, и Радосава од чијег сина Богића су Богићевићи. Од Мирковог сина којем је име заборављено су Поповићи, Ристићи, Живковићи, Бранковићи и Ђорђевићи, као и Јаковљевићи и Урошевићи. Укупно, према истраживању професора Срећковића, у Шумама су 43 рода чији је родоначелник оборкнез Мирко.
Од Мирка и његових потомака ове су породице:
- Станојевићи 7 кућа
- Поповићи 16 к.
- Глишићи 3 к.
- Мартићи 3 к.
- Максимовићи 5 к.
- Станковићи 8 к.
- Прокићи 2 к.
- Глишићи 3 к.
- Урошевићи 8 к.
- Лукићи 6 к.
- Мирковићи 3 к.
- Живановићи 6 к.
- Живојиновићи 3 к.
- Николићи 3 к.
- Богићевићи 2 к.
- Прокићи 3 к.
- Миловановићи 2 к.
- Јаковљевићи 2 к.
- Ристићи 4 к.
- Марковићи 7 к.
- Батић 1 к.
- Ранковић 1 к.
- Лазић 1 к.
- Петковићи 3 к.
- Антонијевићи 3 к. укупно: 105 кућа, сви славе св. Ђорђе
- Милићи (3 кућа, св. Никола). Досељени из Штипља код Јагодине.
- Дошљаковићи (Миливојевићи) (5 кућа. св. Никола). Доселио им се предака Милоје око 1800. из Страгара.
- Недељковићи (6 кућа. св. Никола), досељени из Међулужја и други. махом из околних села. (подаци датирају из 1920. године[2]

## Демографија
У насељу Шуме живи 481 пунолетни становник, а просечна старост становништва износи 42,6 година (41,6 код мушкараца и 43,6 код жена). У насељу има 157 домаћинстава, а просечан број чланова по домаћинству је 3,79.
Ово насеље је великим делом насељено Србима (према попису из 2002. године), а у последња три пописа, примећен је пад у броју становника.
|  |

| Демографија | Демографија | Демографија |
| Година      | Становника  | Становника  |
| ----------- | ----------- | ----------- |
| 1948.       | 970         |             |
| 1953.       | 988         |             |
| 1961.       | 929         |             |
| 1971.       | 833         |             |
| 1981.       | 718         |             |
| 1991.       | 684         | 641         |
| 2002.       | 595         | 648         |
| 2011.       | 508         |             |
| 2022.       | 390         |             |

| Етнички састав према попису из 2002.‍ | Етнички састав према попису из 2002.‍ | Етнички састав према попису из 2002.‍ | Етнички састав према попису из 2002.‍ | Етнички састав према попису из 2002.‍ |
| ------------------------------------ | ------------------------------------ | ------------------------------------ | ------------------------------------ | ------------------------------------ |
|                                      |                                      |                                      |                                      |                                      |
| Срби                                 | Срби                                 |                                      | 590                                  | 99,15%                               |
| Румуни                               | Румуни                               |                                      | 2                                    | 0,33%                                |
| Црногорци                            | Црногорци                            |                                      | 1                                    | 0,16%                                |
| Хрвати                               | Хрвати                               |                                      | 1                                    | 0,16%                                |
| Словенци                             | Словенци                             |                                      | 1                                    | 0,16%                                |
| непознато                            | непознато                            |                                      | 0                                    | 0,0%                                 |

| Година пописа     | 1948. | 1953. | 1961. | 1971. | 1981. | 1991. | 2002. |
| ----------------- | ----- | ----- | ----- | ----- | ----- | ----- | ----- |
| Број домаћинстава | 201   | 204   | 214   | 214   | 190   | 167   | 157   |

| Број чланова      | 1  | 2  | 3  | 4  | 5  | 6  | 7  | 8 | 9 | 10 и више | Просек |
| ----------------- | -- | -- | -- | -- | -- | -- | -- | - | - | --------- | ------ |
| Број домаћинстава | 32 | 31 | 15 | 12 | 19 | 33 | 10 | 3 | 1 | 1         | 3,79   |

| Пол    | Укупно | Неожењен/Неудата | Ожењен/Удата | Удовац/Удовица | Разведен/Разведена | Непознато |
| ------ | ------ | ---------------- | ------------ | -------------- | ------------------ | --------- |
| Мушки  | 242    | 47               | 170          | 22             | 2                  | 1         |
| Женски | 263    | 31               | 168          | 54             | 7                  | 3         |
| УКУПНО | 505    | 78               | 338          | 76             | 9                  | 4         |

| Пол    | Укупно                    | Пољопривреда, лов и шумарство | Рибарство                            | Вађење руде и камена | Прерађивачка индустрија       |
| ------ | ------------------------- | ----------------------------- | ------------------------------------ | -------------------- | ----------------------------- |
| Мушки  | 171                       | 152                           | 0                                    | 0                    | 6                             |
| Женски | 136                       | 127                           | 0                                    | 0                    | 2                             |
| УКУПНО | 307                       | 279                           | 0                                    | 0                    | 8                             |
| Пол    | Производња и снабдевање   | Грађевинарство                | Трговина                             | Хотели и ресторани   | Саобраћај, складиштење и везе |
| Мушки  | 0                         | 0                             | 5                                    | 0                    | 4                             |
| Женски | 0                         | 0                             | 1                                    | 0                    | 0                             |
| УКУПНО | 0                         | 0                             | 6                                    | 0                    | 4                             |
| Пол    | Финансијско посредовање   | Некретнине                    | Државна управа и одбрана             | Образовање           | Здравствени и социјални рад   |
| Мушки  | 0                         | 0                             | 0                                    | 0                    | 0                             |
| Женски | 0                         | 0                             | 0                                    | 2                    | 0                             |
| УКУПНО | 0                         | 0                             | 0                                    | 2                    | 0                             |
| Пол    | Остале услужне активности | Приватна домаћинства          | Екстериторијалне организације и тела | Непознато            | Непознато                     |
| Мушки  | 0                         | 0                             | 0                                    | 4                    | 4                             |
| Женски | 0                         | 0                             | 0                                    | 4                    | 4                             |
| УКУПНО | 0                         | 0                             | 0                                    | 8                    | 8                             |